# Сан-Мільян-де-Єкора
Сан-Мільян-де-Єкора (ісп. San Millán de Yécora) — муніципалітет в Іспанії, у складі автономної спільноти Ла-Ріоха. Населення — 59 осіб (2009).
Муніципалітет розташований на відстані близько 240 км на північ від Мадрида, 55 км на захід від Логроньйо.

## Демографія
Динаміка населення (INE ):

## Галерея зображень

Розташування муніципалітету